# دافنا كاستنر
دافنا كاستنر (بالإنجليزية: Daphna Kastner)‏ (من مواليد 17 أبريل 1961 في مونتريال، كندا) هي ممثلة الأفلام والتلفزيون الكندية وكاتبة السيناريو ومخرجة سينمائية. متزوجة من الممثل الأمريكي هارفي كيتل.

## روابط خارجية
- دافنا كاستنر على موقع IMDb (الإنجليزية)
- دافنا كاستنر على موقع ألو سيني (الفرنسية)
- دافنا كاستنر على موقع أول موفي (الإنجليزية)
- دافنا كاستنر على موقع قاعدة بيانات الأفلام السويدية (السويدية)
- دافنا كاستنر على موقع قاعدة بيانات الفيلم (الإنجليزية)
- دافنا كاستنر على موقع كينوبويسك (الروسية)